# كمال محيي الدين
كمال محيي الدين وهو سياسي كردي عراقي شغل منصب مسؤول مكتب الاتحاد الوطني الكردستاني، وكذلك كان عضوا في الجمعية الوطنية الانتقالية المؤقتة عامي 2004 و2005.